# مونتيبيلو سول سانغرو
مونتيبيلو سول سانغرو (بالإيطالية: Montebello sul Sangro)‏ هي بلدية في مقاطعة كييتي في إقليم أبروتسو الإيطالي.

## السكان
في سنة 1861 بلغ عدد السكان 644 نسمة، وتطور العدد ليصل في سنة 2011 لـ 99 نسمة.
يظهر هذا المخطط البياني تطور النمو السكاني لـ مونتيبيلو سول سانغرو